# Larajasse
Larajasse es una comuna francesa situada en el departamento de Ródano, de la región de Auvernia-Ródano-Alpes.

## Demografía
| 1 486 | 1 442 | 1 335 | 1 358 | 1 371 | 1 477 | 1 668 | 1 821 | 1 856 |
| Para los censos de 1962 a 1999 la población legal corresponde a la población sin duplicidades (Fuente: INSEE [Consultar]) |       |       |       |       |       |       |       |       |